# ガイウス・ファビウス・ドルソ・リキヌス
ガイウス・ファビウス・ドルソ・リキヌス（ラテン語: Gaius Fabius Dorso Licinus、- 紀元前273年）は紀元前3世紀初頭の共和政ローマの政治家・軍人。紀元前273年に執政官（コンスル）を務めた。

## 出自
パトリキ（貴族）であるファビウス氏族の出身。父も祖父もプラエノーメン（第一名、個人名）はマルクスである。おそらく祖父は紀元前345年の執政官マルクス・ファビウス・ドルスオと思われる。紀元前246年の執政官マルクス・ファビウス・リキヌスは息子である。

## 経歴
紀元前273年、リキヌスは執政官に就任。同僚執政官はガイウス・クラウディウス・カニナであった。任期中、両執政官はコサ（en）およびパエストゥムに植民市を建設した。また、プトレマイオス朝エジプトのプトレマイオス2世に対して、クィントゥス・オグルニウス・ガッルス、クィントゥス・ファビウス・マクシムス・グルゲスおよびヌメリウス・ファビウス・ピクトルが外交使節として派遣されている。プトレマイオス2世は、イタリア南部に野望を持っていたエペイロス王ピュロスの親戚でかつ同盟者であった。使節団はローマに戻った後、元老院に報告を行い、プトレマイオス2世からの贈答品を国庫に納めようとした。しかし元老院はこれを辞退し、使節が自身のものとすることを許した。
リキヌスは任期中に死亡した。しかし、補充執政官の選挙は行われなかった。

## 参考資料
- ウェッレイウス・パテルクルス『ローマ世界の歴史
- ハリカルナッソスのディオニュシオス『ローマ古代誌』
- ウァレリウス・マクシムス『有名言行録』
- エウトロピウス『首都創建以来の略史』
- ティトゥス・リウィウス『ローマ建国史』
- Smith's Dictionary of Greek and Roman Biography and Mythology.